# Тадеуш Рибчинський
Тадеуш Рибчинський (пол. Tadeusz Mieczyslaw Rybczynski; травень 1923, Львів — 18 грудня 1998, Лондон) — британський економіст, професор міжнародної економіки та фінансів Лондонського міського університету в 1974—1998 роках, автор теореми Рибчинського.

## Біографія
Народився в травні 1923 року у Львові, на той момент територія Польської республіки, і перебрався в Лондон в 1942 році, де відразу поступив на службу в Королівські військово-повітряні сили Великої Британії. У роки Другої світової війни здійснював польоти з військовими місіями над територією Німеччини.
Закінчив Лондонську школу економіки бакалавром в 1949 році, а в 1952 році захистив магістерську дисертацію, яка включала теорему, названу згодом його ім'ям. Канадський економіст Гаррі Джонсон переконав Тадеуша опублікувати результати, отримані в його кандидатській дисертації, з чого вийшла коротка стаття «Початковий запас факторів і відносні ціни товарів» в журналі «Economica» в 1955 році.
Тадеуш пішов у бізнес і провів своє ділове та наукове життя в лондонських банках: в 1949—1953 роках — Lloyds Bank, а з 1954 року обіймав посаду економічного радника в Lazard Brothers & Co, а з 1969 року — директора Lazard Securities Ltd. до 1988 року.
Викладацьку діяльність почав лектором в Лондонській школі економіки в 1958—1959 роках, викладав запрошеним професором у 1968—1974 роках в Університеті Суррея, а в 1974—1998 роках запрошеним професором кафедри міжнародної економіки та фінансів в Лондонському міському університеті.
Редактор журналу «Business Economics» з 1975 року, перебуває в редакційній колегії журналу «The World Economy» з 1977 року.
У 1962—1975 роках був головою Товариства бізнес-економістів, в 1966 році — членом Британського національного інституту економічних і соціальних досліджень, з 1967 року член наукового Комітету міжнародного центру монетарних і банківських досліджень Університету Женеви, з 1968 року член правління Дослідницького центру торгівлі і політики, в 1969—1976 роках — член Ради, а з 1976 року скарбник Королівського економічного товариства.
У 1978 році член Ради з економічних і соціологічних досліджень, в 1973—1981 роках член консультаційної ради з банківської справи та фінансів при Астонському університеті. Член фінансового комітету конфедерації британської промисловості в 1974—1978 роках, член ради правління Університету Брунеля в 1976—1979 роках. Член комісії з монополій і злиття в 1978—1981 роках, член комітету Центру міських комунікацій Лондона з 1978 року, член монетарної комісії Міжнародної торгової палати з 1978 року. Член комітету Клубу в закордонних справах, віцепрезидент з 1980 року, член комітету з економічних і соціальних питань Британського інституту менеджменту з 1980 року, член дослідницького комітету Королівського інституту міжнародних відносин з 1980 року.

## Пам'ять
Починаючи з 2000 року, британське Товариство бізнес-економістів щорічно присуджує приз Рибчинського економістам за найкращий твір з економіки бізнесу.

## Нагороди
- медаль Бернарда Хармса (1983; Кільський університет)[4];
- перший отримувач премії Абрамсон, що присуджується Національною Асоціацією бізнес-економістів, за виняткові статті у видавництві Business Economics[5]

## Науковий доробок
У 1955 році, опублікувавши своє дослідження з питань зовнішньої торгівлі, став автором теореми Рибчинського. Теорема входить в модель Хекшера-Оліна-Самуельсона: при незмінних цінах і наявності економіці тільки двох галузей, зростання одного з факторів виробництва веде до скорочення випуску одного з товарів.

## Вибрані публікації
- Rybczynski T.M. Factor endowment and relative commodity prices — Economica, 1955
- The Economist in Business/Eds. Alexander K.J.W., Kemp A.G., Rybczynski T.M. — Basil Blackwell, Oxford, 1967 — ISBN 9780631104605
- Rybczynski T.M. The Value-Added Tax. The UK Position and the European Experience. — Blackwell, Oxford, 1969 — ISBN 9780631121008
- Towards an Open World Economy/eds. W.M. Corden, H.G. Johnson, T.M. Rybczynski THE MACMILLAN PRESS LTD, 1972 — ISBN 978-1-349-01714-0
- Rybczynski T.M. A New Era in Competition. — Oxford: Blackwell Publishers, 1973 — ISBN 9780631150107
- Economics of the Oil Crisis/ed. Rybczynski T.M. — Macmillan, 1976 — ISBN 9780333191880
- Europe and the Dollar in the World-Wide Disequilibrium/eds. Sargent J.R., Bertrand B., Wilson J.S.G., Rybczynski T.M. — Sijthoff& Noordhoff Rockville, 1981 — ISBN 9789028607002
- Rybczynski T.M. Structural Changes in the World Economy and Economics and Business — Mohr Verlag, 1983
- Rybczynski T.M. Industrial finance system in Europe, US and Japan// Journal of Economic Behavior & Organization, 1984 pp. 275—286
- Rybczynski T.M. The Internationalization of the Financial System and the Developing Countries: The Evolving Relationship/Wp0788 (World Bnk Stff Wrkng Pprs, No 788) — World Bank, 1986 — ISBN 9780821306895
- Rybczynski T.M. The sequencing of reform// Oxford Review of Economic Policy, 1991 pp.26-34.